# スチャリット・バクディ
スチャリット・バクディ（英語: Sucharit Bhakdi、タイ語: สุจริต ภักดี[sut̚˨˩.t͡ɕa˨˩.rit̚˨˩ pʰak̚˦˥.diː˧]、1946年11月1日 - ）は、ドイツの医学者（医療微生物学）。タイ系ドイツ人。元マインツ大学教授。元マインツ大学医療微生物学・衛生研究所所長（1991年 - 2012年）。ボン大学医学博士。
新型コロナウイルス感染症の世界的流行は「偽り」であり、COVID-19ワクチンの接種により人口が減ると主張したが、所属したマインツ大学はその見解を全く支持していない。2021年、バクディの著書を数冊を出版していた出版社はバクディとの関係を絶った。

## 来歴
両親ともにはタイの外交官。父はスイス大使を務めた。バクディによれば、母はジョンズ・ホプキンス大学で学んでいる。
ボン大学、ギーセン大学、マインツ大学、コペンハーゲン大学、マックス・プランク免疫学研究所で学ぶ。
1963年から1970年までボン大学医学部で学び、ドイツ学術交流会のスカラシップ（1966年 - 1970年）を得る。また、内科学者のWalter Siegenthalerの下で個人助手を務めた。1971年2月、医学博士。1972年から1978年まで、マックス・プランク協会とアレクサンダー・フォン・フンボルト財団のスカラシップを得て、マックス・プランク免疫学研究所にて研究に従事する。
コペンハーゲン大学に1年間勤務した後、ギーセン大学医療微生物学研究所（Institute of Medical Microbiology）に移り、1977年から1990年まで勤務する。1979年7月、教授資格（Habilitation）を取得。

## COVID-19パンデミック時の言説
2020年、研究者でもある妻のカリーナ・ライスと感染拡大を懐疑的に捉えた著書を出版し、ドイツ国内のみならず日本など海外においても注目を集めた。

## 政治活動と反ユダヤ主義
2021年、バクディは「クエルデンケン」運動（Querdenken、反ロックダウン運動）から生まれたドイツの新政党「dieBasis」の創設者として、ノルトライン・ヴェストファーレン州のドイツ連邦議員選挙に立候補した。2021年4月、バーデン＝ヴュルテンベルク州の反ユダヤ主義委員会は、クエルデンケン運動が反ユダヤ的陰謀論の場を提供したことを指摘し、また、バクディがシュレスヴィヒ＝ホルシュタインのユダヤ系の教育相カリン・プリエンを「我々の子供たちをCO2で毒殺する」と断じたことを指摘した。
バクディは選挙活動の一環として公開したビデオで、「（イスラエルはナチスより）もっと悪い」、「それがユダヤ人の悪いところだ」と反ユダヤ的見解を明言した。バクディのパンデミックに関する3冊の本を出版したオーストリアの出版社Goldegg Verlagは、バクディとの関係を絶つと発表した。
バクディは、ベルリンとバーデン・ヴュルテンベルク州の反ユダヤ主義委員会から批判されている。

## 受賞

### 専門家としての受賞
- 1979年 Justus Liebig University Giessen Prize[22]
- 1980年 Konstanz Medicine Prize[22]
- 1987年 Preis der Deutschen Gesellschaft für Hygiene und Mikrobiologie（）[23]
- 1988年 Dr. Friedrich Sasse Prize[22]
- 1989年 Ludwig Schunk Prize for Medicine[22]
- 1989年 Robert-Koch-Förderpreis of Clausthal-Zellerfeld[24]
- 1991年 Gay-Lussac Humboldt Prize[25]
- 2001年 Aronson Prize for „wegweisende Arbeiten auf dem Gebiet des Komplementsystems und bakterieller Toxine“ tr. "pioneering work in the field of the complement system and bacterial toxins"[26][27]
- 2005年 H. W. Hauss Award[28]
- 2005年 Verdienstorden des Landes Rheinland-Pfalz[29]
- 2009年 Rudolf-Schönheimer Medal of the Deutsche Gesellschaft für Arterioskleroseforschung（ドイツ語版）[30][31]

### 否定的な受賞
2020年、Covid-19に関する発言と出版が注目を集めたことを受け、Gesellschaft zur wissenschaftlichen Untersuchung von Parawissenschaften（英語：Society for the Scientific Investigation of Pseudosciences、和訳例: 疑似科学研究協会）は、その年の「最も驚くべき疑似科学の厄介者（"most astonishing pseudo-scientific nuisance"）」に授与される「2020 Goldenes Brett」の受賞者としてバクディを指名した。